# گراز (فیلم)
«گراز» (انگلیسی: Wild Boar (film)) فیلمی در ژانر شاعرانه است که در سال ۲۰۱۳ منتشر شد.